# Iouri Boriskevitch
Iouri Boriskevitch est un joueur croate de volley-ball né le 20 janvier 1975 en Biélorussie. Il mesure 1,90 m et joue comme réceptionneur-attaquant.

## Clubs
| Club                                   | Pays   | De        | À         |
| -------------------------------------- | ------ | --------- | --------- |
| Beauvais OUC                           | France | 2002-2003 | 2002-2003 |
| Nice Volley-Ball                       | France | 2004-2005 | 2005-2006 |
| Saint-Brieuc CAVB                      | France | 2007-2008 | 2010-2011 |
| Nice Volley-Ball                       | France | 2011-2012 | 2011-2012 |
| Foyer Laïque Saint-Quentin Volley-Ball | France | 2012-2013 |           |

## Palmarès
Néant.